# شازاد لطيف
شازاد لطيف هو ممثل بريطاني ولد في 8 يوليو 1988.